# Río Deva (Kantabrien)

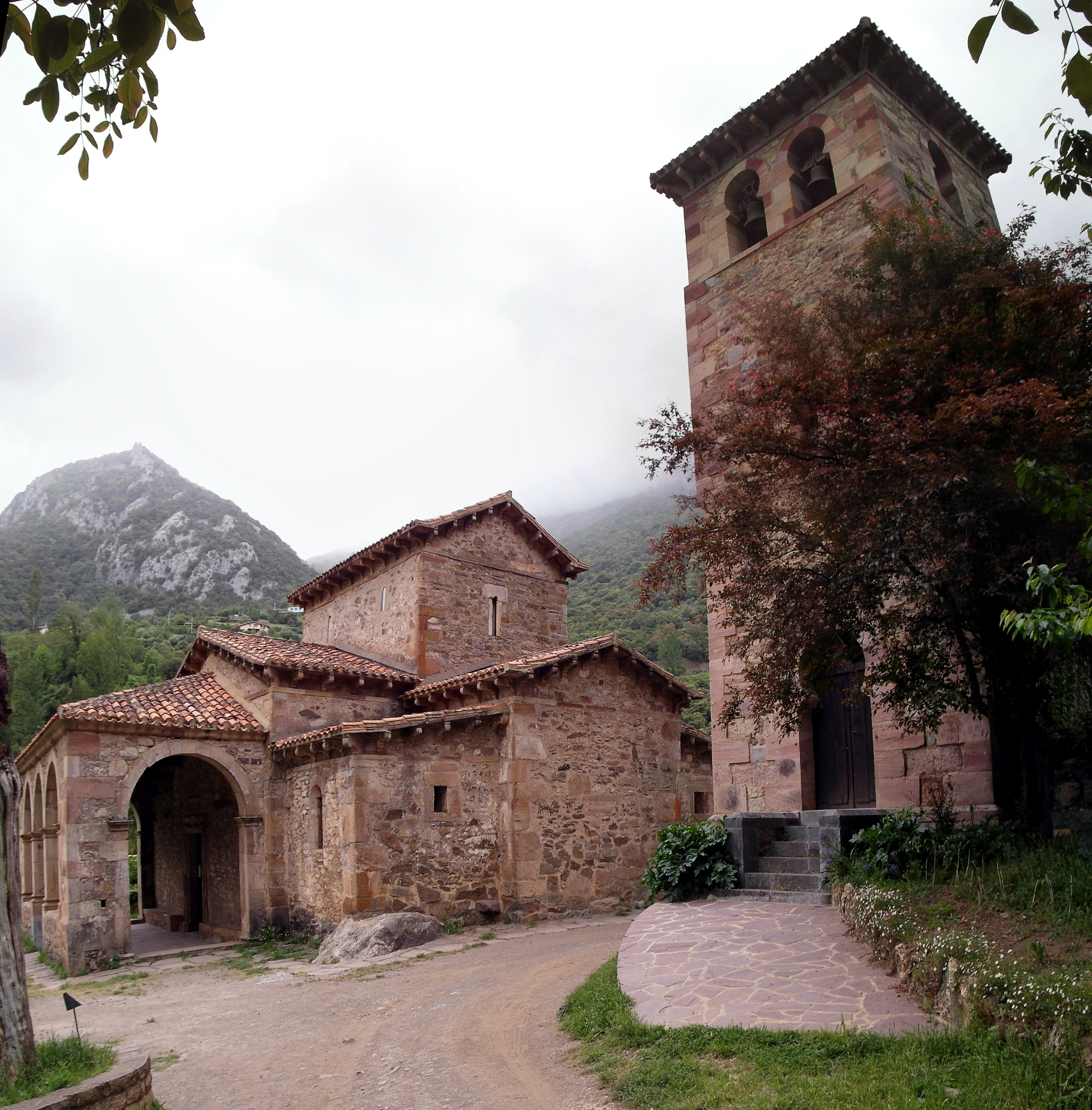
Santa María de Lebeña

Der Río Deva ist ein ca. 64 Kilometer langer Küstenfluss in der nordspanischen Autonomen Region Kantabrien. Sein Unterlauf bildet auf einer Länge von etwa fünf Kilometern die Grenze zu Asturien.

## Verlauf
Der Río Deva entspringt – je nach verfügbaren Regen- oder Schmelzwassermengen in einer Höhe von ca. 1100 Metern ü. d. M. – bei der Seilbahnstation Fuente Dé im Kantabrischen Gebirge und fließt zunächst in östliche, später dann in nördliche Richtungen; bei der Ortschaft Unquera mündet er in die Ría de Tina Mayor, die sich nach weiteren ca. zwei Kilometern zum Golf von Biskaya öffnet.

## Orte am Fluss
- Camaleño
- Potes
- Panes
- Unquera

## Nebenflüsse
| links - Río Cares | rechts - Río Quiviesa - Río Bullón - Río Bedoya |

## Sehenswürdigkeiten
Vor allem der Oberlauf des Flusses ist landschaftlich durchaus reizvoll, teilweise schluchtartig und bei Anglern beliebt; die Bewohner der Gemeinden und Dörfer an seinen Ufern bieten Ferienwohnungen (casas rurales) zur Vermietung an. Etwa einen Kilometer südlich seines Mittellaufs (ca. drei Kilometer westlich von Potes) befindet sich das mittelalterliche Kloster Santo Toribio de Liébana; ca. neun Kilometer nordöstlich von Potes liegt die präromanische Kirche Santa María de Lebeña nahe beim Fluss.